# 光岡ディオン
光岡ディオン（みつおか ディオン、1965年7月15日 - ）は日本のタレント、ラジオパーソナリティ。神奈川県出身。国際基督教大学教養学部語学科卒業。
主として音楽番組（MTV等）やCNNニュース・日本語版のナビゲート役等を中心として活動。1994年に宮沢和史と結婚後も育児と両立しながらタレント活動を継続。日本人とアメリカ人のハーフ。子に宮沢氷魚がいる。

## 出演番組

### テレビ番組
報道・情報番組
| 期間       | 期間      | 番組名                                                                           | 役職                           |
| ---------- | --------- | -------------------------------------------------------------------------------- | ------------------------------ |
| 1989年1月  | 1990年3月 | CNNヘッドライン（テレビ朝日）                                                    | キャスター                     |
| 1989年10月 | 1990年3月 | CNNモーニング/CNNモーニングEnglish Shower（テレビ朝日）                          | サブキャスター ※担当曜日は不明 |
| 1990年4月  | 1990年9月 | 桂三枝のにゅーすコロンブス（朝日放送制作・テレビ朝日系列全国ネットまたは系列外） | アシスタント                   |
| 1993年10月 | 1994年3月 | NEWS&COUNT DOWN（スペースシャワーTV）                                            | レギュラーキャスター           |
| 2007年4月  | 2008年3月 | Weekend Japanology（NHKワールドTV）                                              | レギュラーキャスター           |
| 2015年4月  | 2020年9月 | 直撃LIVE グッディ!（フジテレビ）                                                 | 月曜日コメンテーター           |

音楽・教養番組・その他
- MTV JAPAN（1987年4月-1990年10月、TBS）
- Tokyo Music Joy（1988年3月-1988年10月、NHK）
- club CHR（1993年4月-1994年2月、テレビ神奈川）
- アメリカン・ミュージック・アワード（1995年1月、1996年1月、NHK BS2）
- 英語ビジネスワールド（1998年4月-1998年9月、NHK教育）

### ラジオ番組
- 大学受験ラジオ講座・英語講座（文化放送）
- DIATONE/コスモ ポップス ベスト10（TOKYO FM）
- リトル・チャロ2 心にしみる英語ドラマ（NHKラジオ第2、2010年3月29日-2012年3月30日）
- 英語で読む村上春樹（NHKラジオ第2、2014年4月6日-2015年3月29日）番組講師